# چو مو-ین
چو مو-ین (انگلیسی: Chu Mu-yen؛ زادهٔ ۱۴ مارس ۱۹۸۲) تکواندوکار اهل تایوان است.
وی در مسابقات کشوری و بین‌المللی در مجموع برندهٔ ۵ مدال طلا، ۴ مدال نقره، ۳ مدال برنز شده‌است.